# Пісок (фільм, 1949)
Пісок (англ. Sand) — американський вестерн режисера Луїса Кінга 1949 року.

## Сюжет
Джеф Кейн втікає з поїзда і біжить в пустелю Колорадо. Кейн шукає коня, поки кінь вивчає дику природу.

## У ролях
- Марк Стівенс — Джеф Кейн
- Колін Грей — Джоан Хартлі
- Рорі Келхун — Чік Палмер
- Чарлі Грейпвін — Дуг
- Роберт Паттен — Бойд